# Aéromaritime
L'Aéromaritime était une compagnie aérienne française, le service aérien de la compagnie maritime des Chargeurs Réunis, active durant l'entre-deux-guerres et réalisant des liaisons aériennes en Afrique.

## Historique

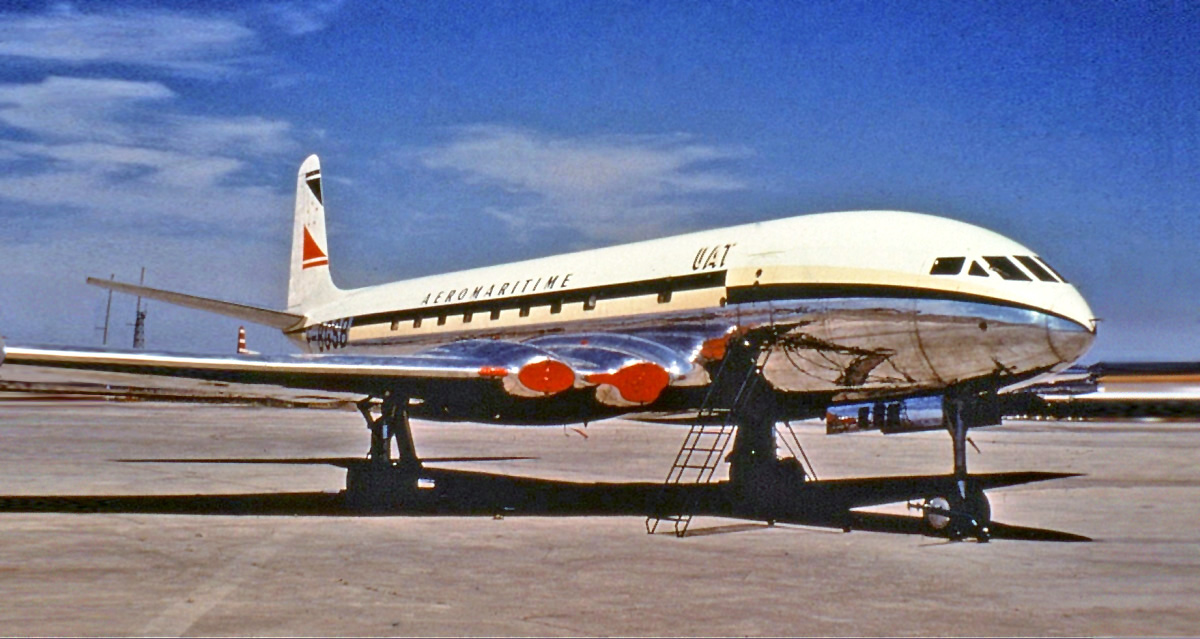
De Havilland Comet 1 d'Aéromaritime en 1952

Le premier vol de l'Aéromaritime, service aérien créé par les Chargeurs Réunis (transporteur des mers),  intervient le 7 juillet 1935 quand un monomoteur Caudron Pélican, piloté par Pierre Janet, a quitté le port de Cotonou emportant des passagers et du courrier à destination de Niamey, ville à l'intérieur des terres africaines. L'aventure africaine commençait.
Les Chargeurs réunis ont compris très vite l’intérêt de doubler ses lignes maritimes par des lignes aériennes.
Les chargeurs s'aventurait également dans l'aéropostale et participant à hauteur de 25% dans l'aventure de la compagnie postale Air Bleu.
La direction de l'Aéromaritime revenait au commandant Carrié, ancien commandant de l'Armée de l'Air en Afrique-occidentale française.
En 1937, l'aéromaritime desservait Dakar - Pointe Noire, prolongé jusqu'à Brazzaville à l'occasion de la foire-exposition.  En 1939, l'Aéromaritime desservira également Luanda en Angola.
C'est en janvier 1939 que l'Aéromaritime adhère à l'I. A. T. A. (International Air Transport Association), cinq Sikorsky S43 sont en service sur la ligne côtière. Le personnel navigant comprenait cinq équipages, le personnel au sol, une trentaine de spécialistes et une cinquantaine de manœuvres indigènes. 
Dès le début de la guerre 1939/1945, toutes les entreprises aériennes françaises ont été placées sous le contrôle des autorités militaires. Les personnels ont été réquisitionnés et devaient servir sur place. Après un court arrêt, l'exploitation de l'Aéromaritime a repris sur la ligne Dakar - Pointe Noire, mais la bretelle Niamey - Cotonou a été supprimée. 
En 1944, l'Aéromaritime a été placée, comme Air France et l'ensemble des lignes aériennes en exploitation en Afrique libérée, sous l'autorité de la Direction des Transports aériens du gouvernement provisoire du Général de Gaulle. 

### Disparition
Le 13 octobre 1949, Aéromaritime s'associe avec la Société Aérienne de Transports Internationaux (la SATI, créée en 1948) pour devenir l'Union Aéromaritime de Transport (UAT) dont Air France est actionnaire à 40%, tout comme Les Chargeurs, puis 20% pour les créateurs d'UAT.
Les avions porteront toujours la mention Aéromaritime et le logo UAT.
En 1963, UAT fusionne avec les Transports aériens intercontinentaux (TAI) pour former l'Union des transports aériens (UTA).

## Aéronefs exploités
- Caudron C.510 Pélican : 2 passagers
- Caudron C.444 Goéland : 6 passagers
- Sikorsky S-38 : 8 passagers
- Sikorsky S-43 : 8 passagers et 1 000 kg de fret